# Santana (Amapá)
Santana is een gemeente in de Braziliaanse deelstaat Amapá. De gemeente telt  115.471 inwoners (schatting 2017).

## Geografie

### Hydrografie
De stad ligt aan de rivier de Amazone met tegenover het eiland Ilha de Santana. De rivieren de Igarapé Fortaleza, Matapi, en Vila Nova monden uit in de Amazone. De rivier de Manuarum komt uit in de Matapi en de Praçacá komt uit in de Vila Nova en maken beide deel uit van de gemeentegrens.

### Aangrenzende gemeenten
De gemeente grenst aan Macapá, Mazagão en Porto Grande.
Aan de andere oever van de Amazone rivier grenst de gemeente aan de delta eilanden rond het eiland Marajó met de gemeente Afuá (PA).

## Economie
De haven Porto de Santana is de belangrijkste haven van de regio. Hier wordt hoofdzakelijk erts en hout getransporteerd.  

## Verkeer en vervoer

### Wegen
Santana is via de hoofdwegen AP-010 en AP-020 verbonden met Macapá, de hoofdstad van de staat Amapá en via de hoofdweg AP-010 met de gemeente Mazagão. In het noorden van de gemeente ligt een traject van de hoofdweg BR-156.

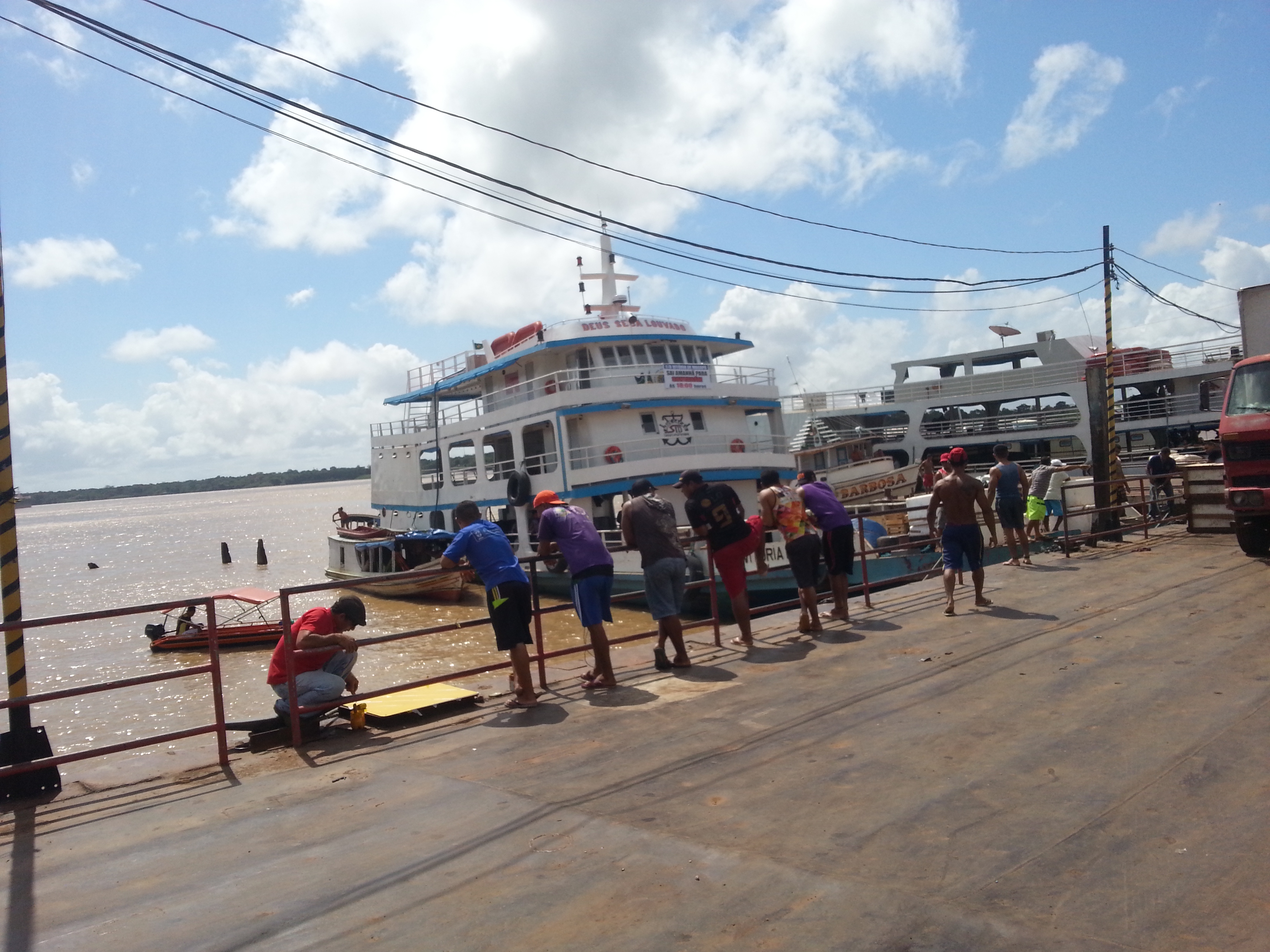
De veerdienst in de haven

### Waterwegen
Via de haven Porto de Santana zijn er verschillende veerdiensten. Er is een veerdienst op korte afstand met het tegenovergelegen eiland Ilha de Santana. En er zijn een aantal veerdiensten op lange afstand o.a. met Belém de hoofdstad van de staat Pará (reis van 24 uur).

### Spoor
De spoorlijn van Estrada de Ferro Amapá op normaalspoor verbindt de plaats en de haven met het binnenland tot aan de gemeente Serra do Navio.